# Volksunie van Estland
De Volksunie van Estland of de Estse Volksunie (Estisch: Eestimaa Rahvaliit; afgekort ERL) was een politieke partij in Estland. De partij zette zich in voor de belangen van agrariërs en genoot dan ook de meeste steun op het platteland van Estland, maar de ERL trok ook stemmen onder de Russische stedelingen. De ideologie van de ERL werd als nationalistisch, eurosceptisch, populistisch en etnocentrisch gekenschetst. In het politiek spectrum stond de partij rechts van het midden.

## Geschiedenis
De partij werd in september 1994 opgericht als de Estse Boerenpartij (Eesti Maarahva Erakond; EME). Voor de eerstvolgende parlementsverkiezingen in 1995 vormde de EME een verbond met de Estse Centrumpartij en enkele andere partijen. Het collectief deed onder de naam Koonderakond ja Maarahva Ühendus (afgekort KMÜ) mee aan de verkiezingen en won 41 van de 101 zetels in de Riigikogu, het Estse parlement.
De EME werd in oktober 1999 omgedoopt tot de Volksunie van Estland en ging in 2000 samen met de boerenpartij Eesti Maaliit en de ouderenpartij Eesti Pensionäride ja Perede Erakond. Partijlid Arnold Rüütel werd in 2001 verkozen tot president. De ERL steunde het minderheidskabinet van Siim Kallas (2002-2003) en maakte na de parlementsverkiezingen in 2003 ook zelf deel uit van de regering, eerst met de Erakond Res Publica en de Estse Hervormingspartij in het kabinet van Juhan Parts (2003-2005) en vervolgens met de Hervormingspartij en de Centrumpartij in het eerste kabinet van Andrus Ansip (2005-2007).
In de verkiezingen van 2007 leed de ERL een grote nederlaag en vier jaar later, na de verkiezingen van 2011, raakte de partij ook de rest van haar zetels in het parlement kwijt. In maart 2012 ging de ERL samen met de Estse Nationale Beweging (Eesti Rahvuslik Liikumine), een ultrarechtse groepering die in 2006 in de publiciteit verscheen vanwege haar demonstraties voor de verwijdering van de Bronzen soldaat van Tallinn. Hieruit volgde de oprichting van de Conservatieve Volkspartij van Estland (Eesti Konservatiivne Rahvaerakond).